# Armando Giralt
Armando Giralt e Iduate (1885, La Habana, Capitanía General de Cuba- 21 de abril de 1948, Madrid, España) fue un futbolista español nacido en la Capitanía General de Cuba integrante de algunas de las entidades futbolísticas más antiguas de España, como la (Sociedad) Sky Foot-ball, la (Sociedad) Madrid Foot-Ball Club y el Club Deportivo Español, siendo miembro fundador de las dos primeras.
Destacado goleador, fue vencedor del Campeonato de España-Copa del Rey en dos ocasiones, proclamándose máximo anotador en una de sus cuatro participaciones en la competición. En ellas alcanzó siempre la final, convirtiéndose con el paso de los años uno de los futbolistas que más presencias en finales sumó. Fue además quien anotó el primer gol del Real Madrid C. F. en competición oficial.

## Biografía
Nacido en el seno de una familia burguesa en Cuba cuando el país se encontraba bajo soberanía del Reino de España (Capitanía General de Cuba), se trasladaron por razones desconocidas a Madrid, España cuando él aún era joven. Con el viajaban también sus dos hermanos, José y Mario, quienes también se desempeñaron como futbolistas.

## Trayectoria
Debido a los pocos datos que se tienen de la época no se puede mencionar mucho de su trayectoria como jugador, así como de sus inicios en la práctica de este nuevo sport venido de Inglaterra que comenzaba a verse por las calles del país. Sí se tiene constancia de que formó parte de la (Sociedad) Sky Foot-ball, —primer club que existió en la capital y embrión del que fue su segundo—, antes de abandonarlo en 1900 para formar lo que sería la (Sociedad) Madrid Foot-Ball Club, actualmente conocida como Real Madrid Club de Fútbol.
El benjamín de los tres hermanos, militantes todos del Madrid F. C., fue el que más proyección obtuvo merced a su faceta goleadora. Desempeñado como extremo derecho, participó en la final de la Campeonato de España-Copa del Rey de 1903 cuando su equipo fue derrotado 3-2 ante el Athletic Club de Bilbao. En aquella edición fue además el máximo anotador con dos goles, anotados ambos en el partido de semifinales contra el Club Español de Football catalán, siendo el primero de ellos el que fue el primer gol del club en competición oficial.
Fue en la competición precursora al Campeonato de España, el Concurso Madrid de Foot-ball, donde tanto él como sus hermanos debutaron de manera oficiosa contra otra sociedad futbolística, siendo además el primer «Clásico» de la historia.
Tras unos esperanzadores primeros pasos en el club blanco, fue posiblemente el hecho de perder el citado campeonato el que suscitó una convulsa situación en el seno de la entidad que dio con la marcha de varios de sus socios fundaadores, entre ellos Armando. Este abandonó su disciplina en octubre de 1903 para refundar el que fue su tercer club en su carrera, el Club Español de Madrid. Era habitual en la época que los jugadores abandonasen sus respectivos equipos para enrolarse o fundar otros debido al aún dispar y controvertido crecimiento del foot-ball, hecho que fue secundado tanto por sus hermanos como por otros compatriotas también integrantes del equipo, así como otros que marcharon para fundar el Moncloa Football Club.
Tras un breve período en el nuevo club, y viendo que eran los «madridistas» —apodo que sobrevendría años después— quienes empezaban a tener un notable crecimiento tanto institucional como deportivo, y que no podía disputar partidos oficiales con su nuevo club al no haber pasado un año desde que abandonase el anterior según normativa de la época de la Asociación Madrileña de Clubs de Foot-ball, regresó al Madrid. Ausente por los citados motivos en la primera  de las cuatro copas que venció el club entre 1905 y 1908, fue partícipe de las dos siguientes en las ediciones de 1906 y 1907. Tras la consecución del título el jugador volvió entonces al Club Español, donde permaneció hasta el año 1910, y con el que pudo sumar su cuarta final del Campeonato de España, y que perdió por 3-1 frente al Club Ciclista de San Sebastián.
Posteriormente puso rumbo a Barcelona para enrolarse en las filas del Club Deportivo Español, donde permaneció un par de temporadas antes de finalizar su carrera deportiva. Como blanquiazul sumó a su palmarés un Campeonato de Cataluña y una nueva semifinal del Campeonato de España, quinta en sus registros. Titular en todas ellas, en esta ocasión perdió frente al Athletic Club por 3-1.